# Niederscheidweiler
Niederscheidweiler település Németországban, Rajna-vidék-Pfalz tartományban. Lakosainak száma 264 fő (2023. december 31.). Niederscheidweiler Bausendorf és Hontheim községekkel határos.

## Népesség
A település népességének változása:
| Lakosok száma | 263  | 241  | 265  | 263  | 277  | 280  | 264  |
|               | 1975 | 2014 | 2017 | 2019 | 2021 | 2022 | 2023 |

## Látnivalók
A Szent Hubertus-templom tornya a 12. vagy a 13. századból származik.

A Szent Hubertus-templom
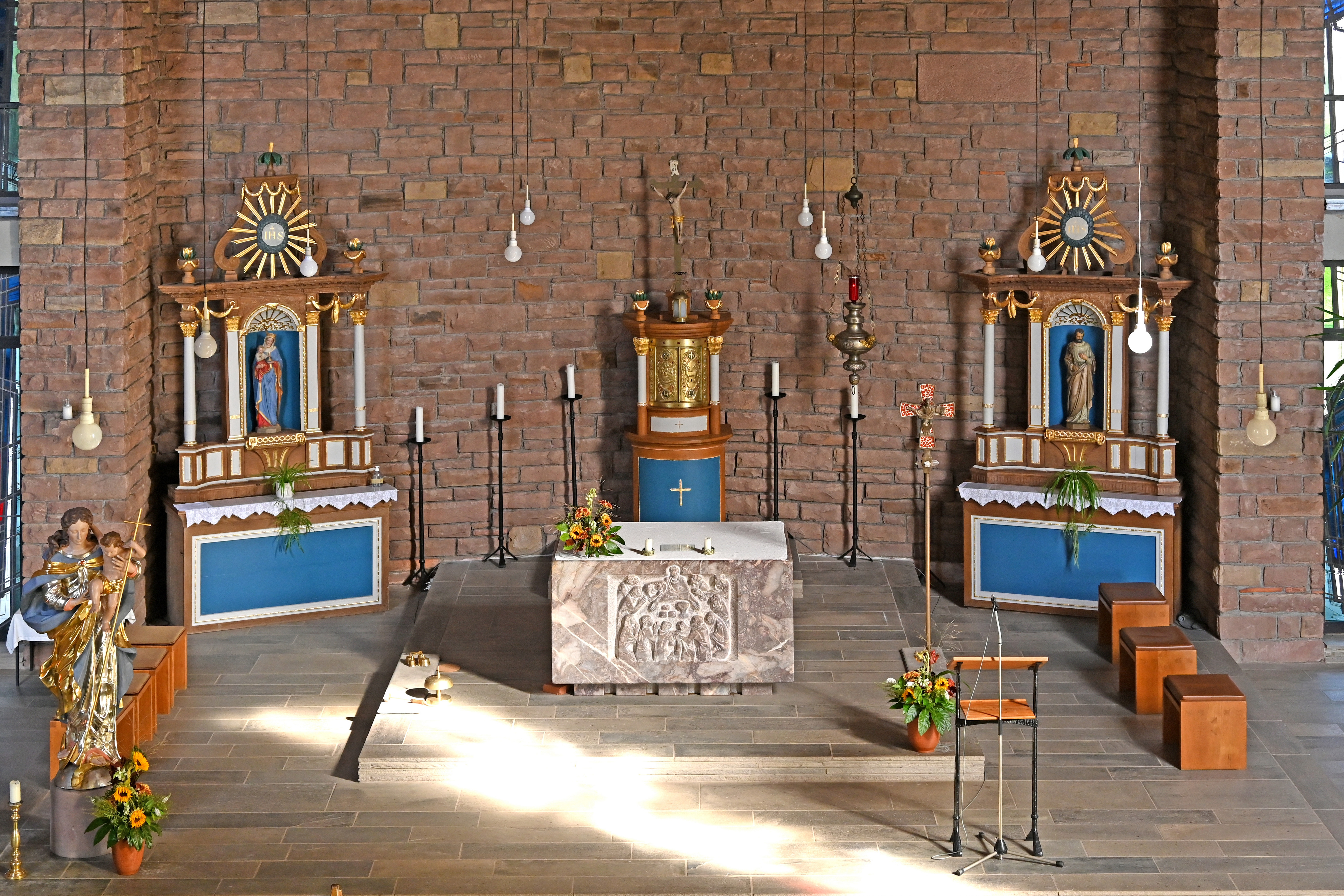
Szentély
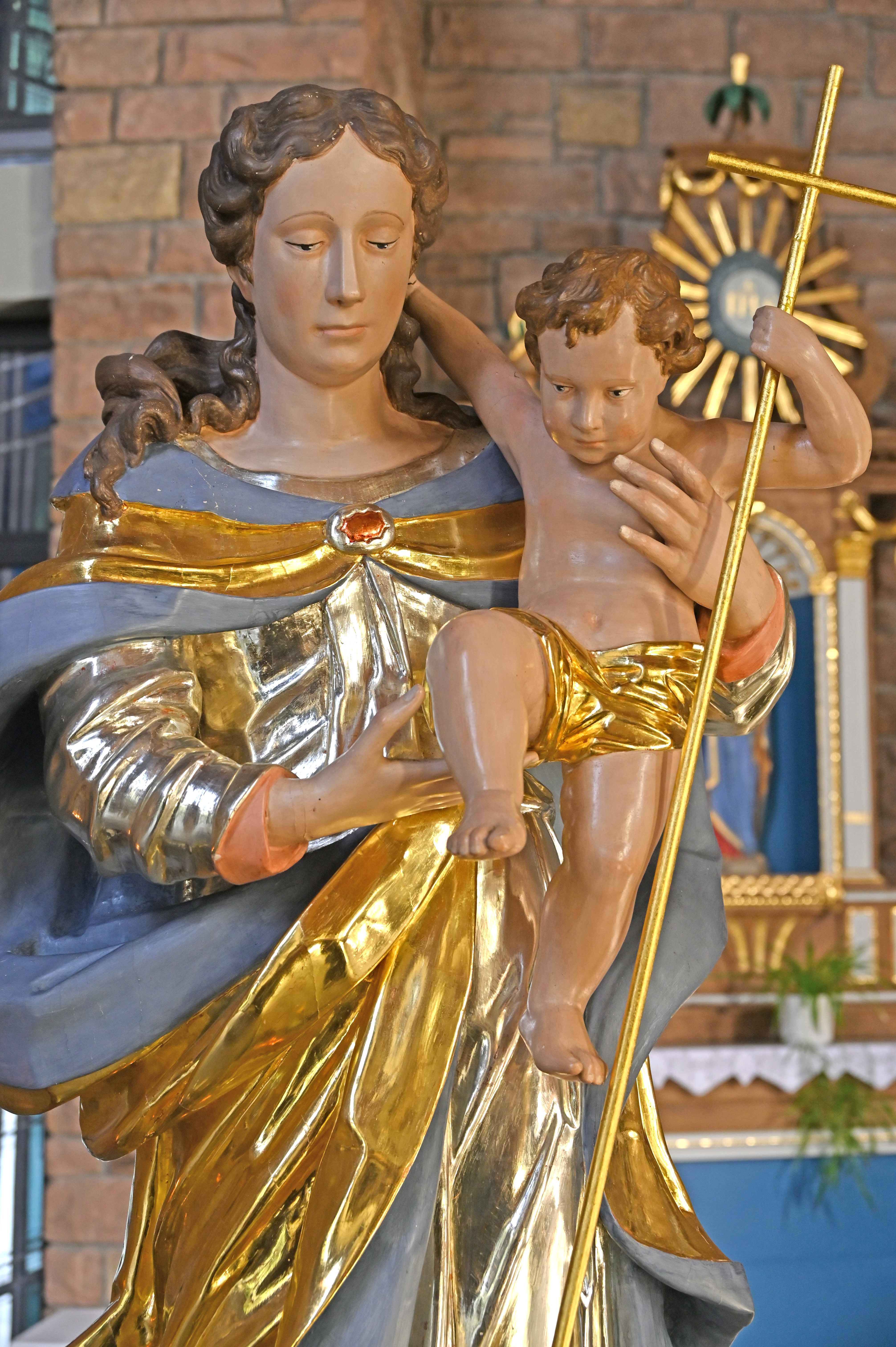
Mária szobor
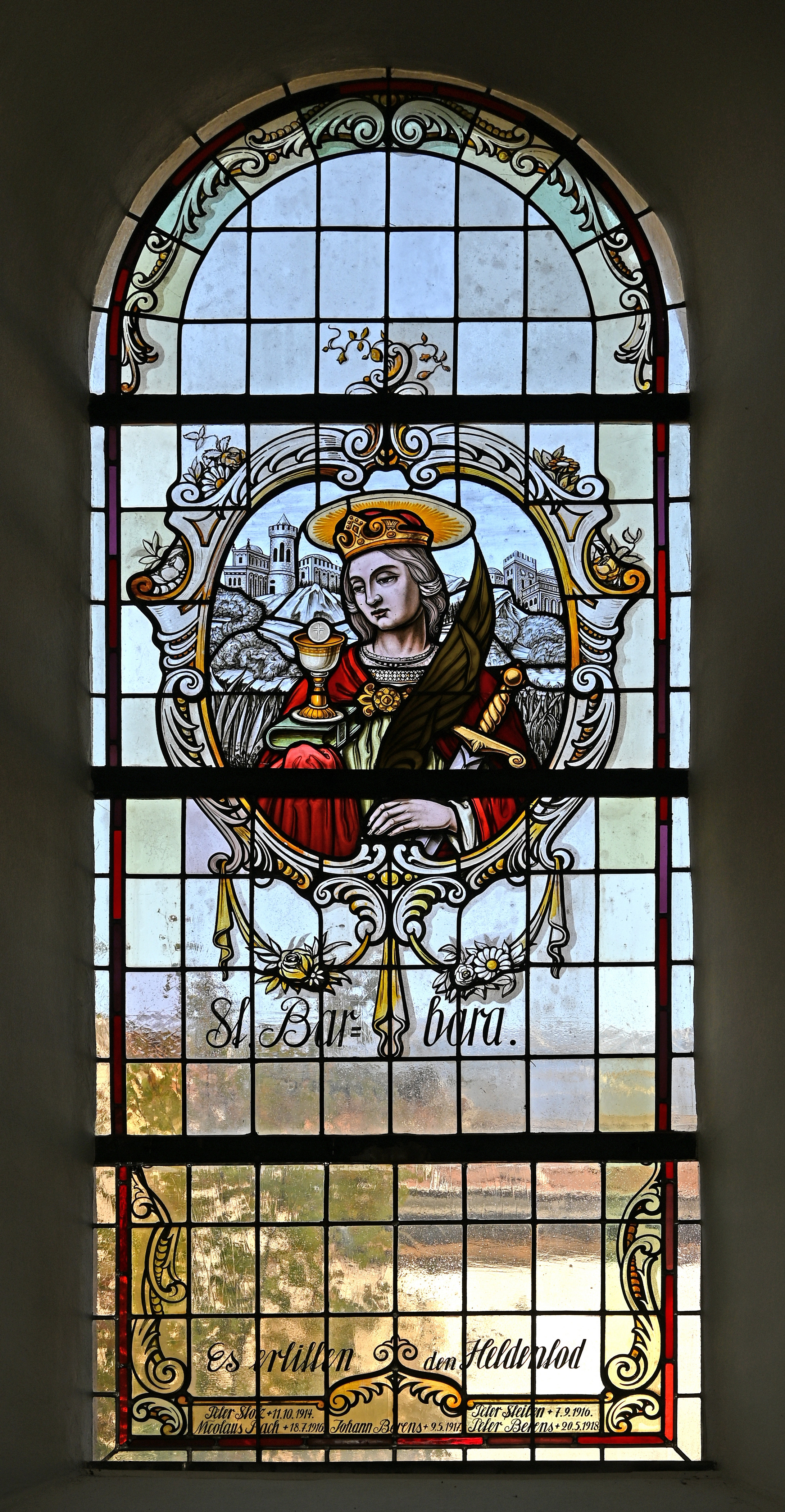
Színes üvegablak
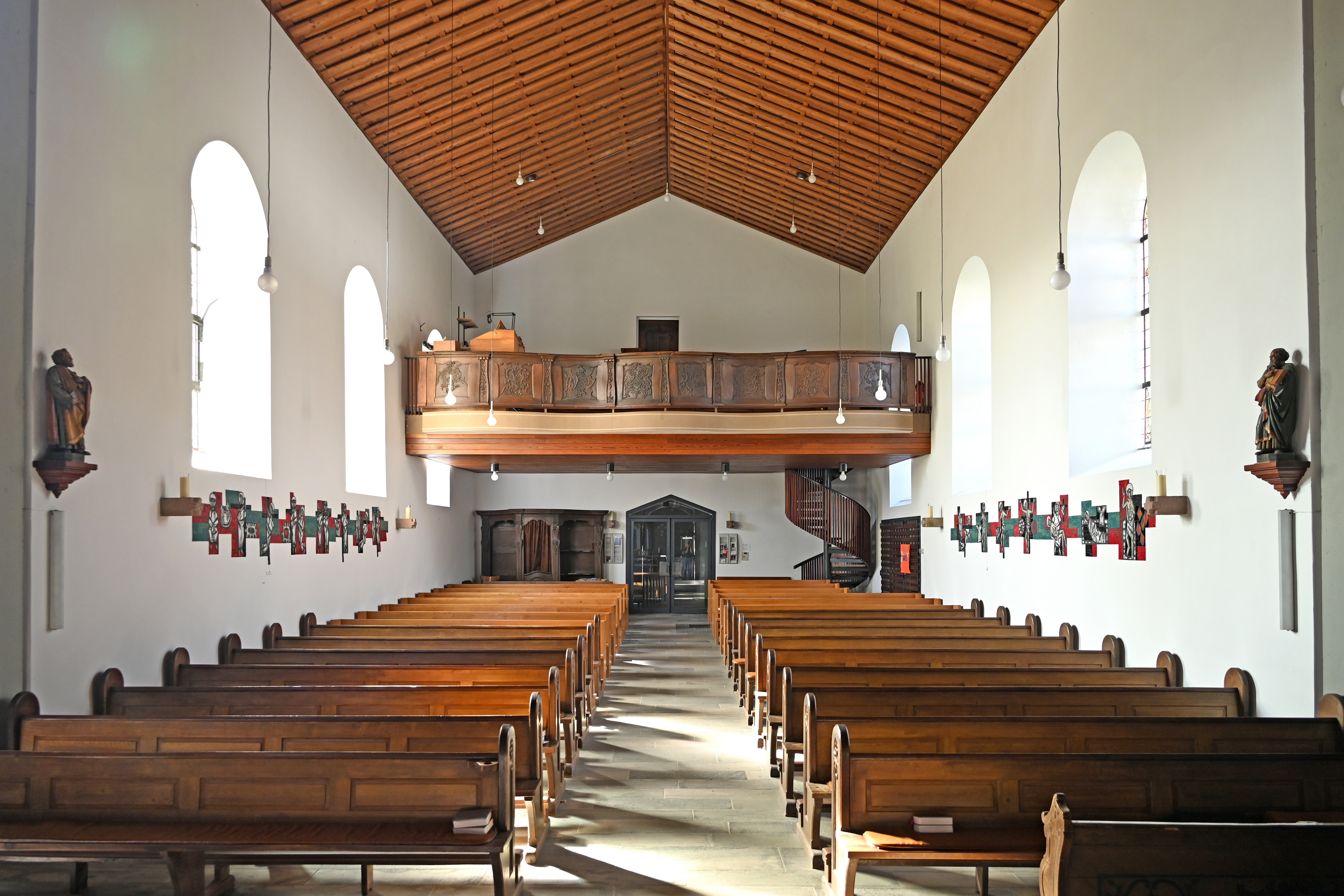
Belső tér